# Denis Ménochet
Denis Ménochet (ur. 18 września 1976 w Enghien-les-Bains) – francuski aktor filmowy i telewizyjny. Ze względu na swą fizjonomię znany z ról charakterystycznych.
Pracę w branży filmowej rozpoczął w 2003. Międzynarodową rozpoznawalność zdobył dzięki drugoplanowej roli oskarżonego o ukrywanie Żydów rolnika, którego przesłuchują naziści w Bękartach wojny (2009) Quentina Tarantino. Uznanie krytyki i pierwszą z trzech nominacji do Cezara przyniosła mu rola używającego przemocy ojca i męża w Jeszcze nie koniec (2018) Xaviera Legranda. Inną ważną kreację stworzył w Bestiach (2022) Rodrigo Sorogoyena. Otrzymał za nią m.in. Nagrodę Goya dla najlepszego aktora.
Zasiadał w jury konkursu głównego na 76. MFF w Cannes (2023).